# Dermanci
Dermanci (bułg. Беленци) – wieś w Bułgarii, w obwodzie Łowecz, w gminie Łukowit. Według danych szacunkowych Ujednoliconego Systemu Ewidencji Ludności oraz Usług Administracyjnych dla Ludności, 15 września 2022 roku miejscowość liczyła 2240 mieszkańców.

## Historia
Ważne wydarzenia miały miejsce w pobliżu wsi po śmierci cara Michała III Sziszmana Asena. W walce o władzę starli się Iwan Aleksander (despota Łowecza i pretendent do tronu) i Belaur (brat Michaiła Sziszmana i despota Widina). W bitwie w pobliżu rzeki Wit armia Belaura została rozgromiona, a despota został zabity na polu bitwy. W latach 1914–1938 powstało 8 spółdzielni.

## Osoby związane z miejscowością

### Urodzeni
- Georgi Delijski (1931) – bułgarski pisarz i dziennikarz
- Todor Monow (1928–1996) – bułgarski scenarzysta
- Iwan Łazarow – bułgarski wojewoda czety w Małeszewsko[4]